# Slumpens myndling
Slumpens myndling är Stina Aronsons  andra roman, utgiven 1922 på Bonniers förlag. Boken har aldrig återutgivits och finns således endast i originalupplaga.